# 地道戰

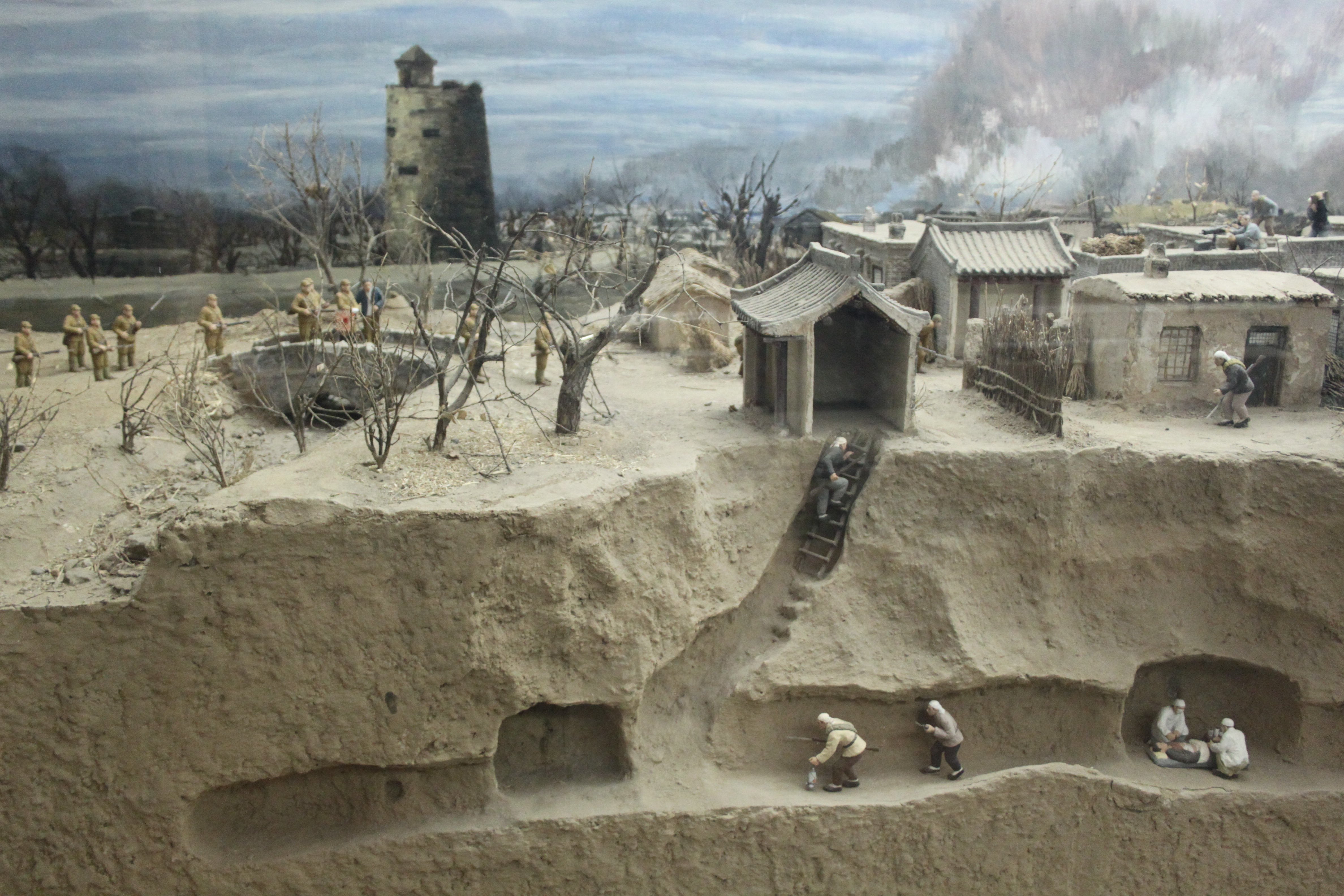
抗日戰爭時華北戰場八路軍對日軍進行地道戰的模型

地道戰是一種以地道為策略應用的陸軍步兵戰術，又名坑道戰。常常與城鎮戰同時出現。進攻方使用地道來破壞防守方的防禦工事，並侵入其領土。防守方也可藉地道埋伏或進行遭遇戰以加強自身優勢，或是將部分部隊秘密運至其他地方。迄今最早的游击式地道战出现于古罗马时代的日耳曼尼亚。

## 戰爭實例

### 太平天國
南京明城牆厚實，湘軍1863年底起為攻佔南京苦無現代大砲，遂展開與太平軍地道戰，
原先湘軍秘密進行，在即將從城內地底鑽出攻入，一名疲憊太平軍蹲坐在牆角，隨手把武器插在地面小坑洞，發現武器無風自動，立即警覺回報李秀成並發現地底大隊湘軍，便反擊開戰。第一批千名已經攻入南京湘軍進退不得，便在城內牆邊悉數陣亡；往後半年會互相挖到對方坑道即戰鬥；在俗稱龍脖子天保城地區大將蕭孚泗率湘軍與太平軍在地底作戰，相當慘烈。
南京地道戰的終結是，1864年7月19日，湘軍透過已佔領地道，破城牆飛出，當時人記載說大地震動，威力可見一斑。
早在1861年湘軍攻安慶，已經開始地道戰，也是蕭孚泗率湘軍發動，但是是初試新戰術試驗，竟挖破長江水脈溺斃部份湘軍，遂放棄改用傳統攻城，因此把太平軍守城名將程學啟挖角加入清軍。

### 日俄戰爭
旅順二零三高地日軍勢在必得，但忌憚俄軍要塞砲火猛烈，日軍於是赤膊挖地道密攻山頭，甚至與俄軍在地道裡持鐵鏟互相攻擊，終於攻山頭成功。曾任台灣總督的該戰役指揮官乃木希典對日軍猛攻二陵三高地造成大量傷亡不禁落淚，並寫下以「爾靈山（二零三）」為主題的漢詩以憑弔。

### 中国抗日战争

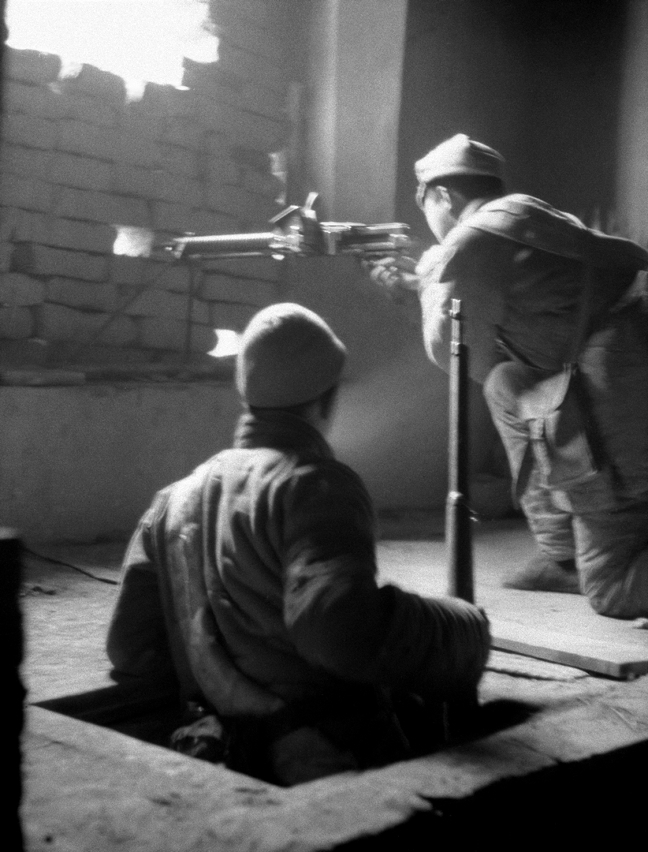
抗日战争期间的地道战

華北平原八路軍的敵後抗戰中得到了運用，敵進我退敵攻我守，是一个灵巧的战术。电影《地道战》详细而艺术化地的描述了當時地道战的情況。
在抗日战争时期，地道战这种战术通常是平原地区多见，随着地雷战、麻雀战等战术的冒起，地道战的战术性大大提高，适用地形也更多；同时，地道的设计上也兼顾了躲藏、预防“水淹、火烧、毒气”和对敌打击等因素，甚至设有了望孔、射击孔、通气孔、陷阱、活动翻板、指路牌、水井、储粮室等配套设施。同时，地道出入口还使用墙壁、锅台、水井、土炕做掩护。地道内也设有卡口、翻板和防毒、防水门等防御设施，并设置陷阱防止國军及日本军进入。

### 硫磺島戰役
日軍地道出入口通常是碉堡，以充足武力掃射攻島美軍，美軍選擇貼近碉堡予以摧毀，掩埋地道出入口，並防止日軍另挖坑洞逃出地面，美軍還以新式武器（火焰噴射器）破壞地底空氣，日軍傷亡因此形成，無法脫困的日軍在地道與地堡內集體自殺。（參見《來自硫磺島的信》電影）

### 沖繩島戰役
二戰後期美軍強攻沖繩島，企圖進逼日本本土，但遭到日本頑強抵抗，原因之一就是日本在島嶼作戰中同樣善用了地道的優勢，使得美軍登陸的難度大大增加。最後美軍成功攻克那霸，但也付出了慘重的代價。

### 韓戰
志愿军在韩战的阵地战中多次使用坑道以避免联合军的优势火力攻击。上甘岭一战为志愿军坑道战的典范。
北朝鲜在非军事区多次进行坑道作业，试图建立坑道网络以对南韩实行渗透，奇袭。南韓方面在現今三十八度線上靠近首爾的區域陸續發現了許多北韓軍所挖掘的地道。

### 越戰
盤根錯節，相互聯接的越南南方民族解放阵线地道，得以容納千名越南南方民族解放阵线成员來去隱蔽自如，特別是在山裡發動突擊，造成大量的南越軍和美軍的傷亡和心理創傷，是戰勝南越主因，也因此被稱之為「會說話的草叢」；部份地道已經由越南政府開放為觀光景點。美國的戰爭片《勇士們》在片中即有描繪出越共以地道對抗美軍的情節。
纠支地道位於越南南部胡志明市的近郊，是一个小县城。美军入侵越南期间，在越南南方民族解放阵线的统一领导下，当地军民奋起抵抗，利用开凿的总长数百公里的地道开展游击战，使美军付出了沉重的代价。据史料记载，当地军民经过持久的战斗，阻挡了2万名美军进入纠支地区，摧毁了约5000辆坦克和装甲车，破坏了美军的270多处碉堡，甚至击落和击毁256架美國空軍的各类飞机。飽受纠支地道戰之苦的美軍想尽了各种办法对付，如水淹地道、种草破坏地表植被、军犬破地道、推土机破坏地道等等，甚至使用毒气弹残杀地道內部的军民，但最後都无功而返，甚至造成自身人員的重大傷亡。 
纠支地道战与游击战的结合，取得的重大胜利，很大程度上是当时越南南方民族解放阵线在中国的指点和帮助下所开创的。

### 阿富汗戰爭
在阿富汗境內，蓋達組織、塔利班與北方聯盟善用阿富汗崇山峻嶺的險峻地形修築地道，游擊隊士兵可藉由地道的隱匿特性躲避偵察機和間諜衛星的空照，並善用地堡內囤積的槍枝、火砲與火箭筒成功對蘇聯、美國等強敵迎頭痛擊，大大重挫美蘇引以為傲的陸空協同作戰優勢。

### 八二三砲戰
自從1949年古寧頭戰役後，中華民國國軍在金門和附屬島嶼（如烈嶼鄉、大膽島等）建立了地下化要塞，並且製造出刺蝟防禦的戰術條件，如八八坑道、花崗岩醫院、馬山觀測站等建設，以避免來自中國人民解放軍的海上砲擊、沿岸砲擊與空中轟炸。1958年八二三砲戰爆發，解放軍朝向金門發射四十餘萬發砲彈，但國軍善用地下化堡壘的優勢，成功將戰損降到最低，並爭取到後來的反擊時刻；最後從美國支援的八吋榴砲運抵金門後，國軍得以在解放軍的密集砲火中從地下化砲壘展開反擊，成功擊毀多座解放軍砲陣地與廈門一帶的解放軍運補據點（如鷹廈鐵路）。

## 二十一世紀新武器
針對地道戰，二十一世紀發明部不少地道戰新武器，如油氣彈、汽油彈等等，如此可藉由燃燒（劇烈氧化）的方式耗盡地道內的氧氣供應令敵人窒息，並以爆震波將地道入口炸壞，困住地道與地堡內的兵員。此外，包含美國、俄羅斯、中國、英國等國也開發出所謂的「鑽地彈」，通常安裝在空投炸彈、巡弋飛彈的彈頭上，可以有效貫穿地下掩體，摧毁坑道，内部囤积的物资或杀伤有生力量。